# Liste der Bürgermeister der Stadt Norderney

Stadtwappen Norderneys

Die Liste der Bürgermeister der Stadt Norderney führt die Inhaber des Amtes des Stadtoberhauptes auf der Ostfriesischen Insel Norderney von 1607 bis 2025 auf. Bis zur Mitte des 19. Jahrhunderts waren es vor allem die Landesherren und eingesetzte Inselvögte, die das Geschehen auf Norderney bestimmten. Die Bezeichnung der Amtsinhaber, die mit der Aufgabe der Verwaltung und Aufsicht der Insel und seiner Bevölkerung betraut waren, variierte in den vergangenen Jahrhunderten von Inselvogt (ab 1607) und Badekommissar während der Zeit des Hannoverschen und Preußischen Staatsbades. Heute lautet die Amtsbezeichnung Bürgermeister.

## Inselvögte von 1607 bis 1839
- 1607–1652: Johann Rass 1
- 1652–1664: Tade Taden
- 1664–1670: Henrich Buermann
- 1670–1681: Hinderk Gerdes
- 1681–1686: Arend Cluin
- 1686–1688: Lübbe Tiarkes
- 1688–1689: Jakob Bilcker
- 1689–1692: Simon Jacob Raß
- 1692–1703: Jürgen Christian Schleevoigt
- 1703–1712: Simon Jacob Raß
- 1712–1732: Johann Husius
- 1732–1750: Johann Tromp
- 1750–1766: Jakob Aylts
- 1766–1779: Jacob Peters
- 1779–1794: Diedrich Feldhausen
- 1794–1838: Johann Gerhard Feldhausen (* 1767; † 1838) 2

## Badekommissare und Kurdirektoren von 1814 bis 1945
Von 1814 an wurden Badekommissare von der hannoverschen und von 1867 an von der preußischen Verwaltung eingesetzt. Diesen wurde von 1857 an auch die Polizeigewalt auf der Insel gegeben.
- 1814–1838: Graf August Friedrich von Wedel-Nesse
- 1839–1846: Major James Hay; eingesetzt vom Königreich Hannover
- 1846–9999: Major von Hedemann 1
- 1847–9999: Major James Hay 1
- 1848–9999: Oberamtmann Jochmus 1
- 1849–1852: Friedrich von Beulwitz
- 1852–1857: Hauptmann von Landesberg
- 1858–1866: Baron Bock von Wülfingen
- 1867–9999: Major von Kessel 1; erster Preußischer Badekommissar
- 1868–1870: von der Lanken
- 1871–1892: Freiherr von Vincke
- 1893–1912: Graf von Oeyenhausen; Initiator der Badepolizei
- 1913–1918: Freiherr von Solemacher-Antweiler
- 1922–1923: Kapitän Polack
- 1924–1925: Kapitän Wettin
- 1926–1930: Major a. D. Klingemann
- 1931–1933: Clemens Freyer
- 1933–1934: Ferdinand Schröder
- 1934–1936: Heinrich de Haan
- 1. April 1935–31. März 1940: Wendt
- 1936–1941: Wilhelm Söhlmann
- 1941–1945: Gerhard Mehrens
- 1945–9999: Carssen Lührs

Zwischen 1894 und bis 1969 wurden jährlich jeweils sechs Badepolizisten von der Badeverwaltung der Stadt eingesetzt, die als Aufsichtspersonen dienten. Sie waren dem Bürgermeister untergeordnet und gewährleisteten Sicherheit, Ordnung und Sauberkeit im Ort. Daneben wurde ihnen die Kontrolle der Kurkarten bei Ankunft und Abfahrt sowie die Strandaufsicht unterstellt.

## Kurdirektoren und Geschäftsführer
- 31. März 1950–22. Mai 1950: Tetzlaff
- 1954 / 1955: Eckhardt
- 1. November 1954–15. Juli 1955: Schoolmann (Kommissarisch)
- 16. Juli 1955–31. Dezember 1978: Christian Sibbersen
- 1. April 1980–31. Januar 1992: Helmut Hottendorf
- 1. Februar 1992–15. März 1998: Garrelf Remmers
- 16. März 1998–30. Juni 1998: Paul Schild (Kommissarisch)
- 1. Juli 1998–31. Dezember 2000: Gerhard Schulze
- 1. Januar 2001–31. März 2001: Heinz-Hermann Blome
- seit 1. April 2001: Wilhelm Bernhard Loth

## Gemeindevorsteher und Bürgermeister von 1857 bis heute
Im Jahre 1857 wurde die hannoversche Gemeindeordnung, die bereits 1851 verabschiedet wurde, auf der Insel eingeführt. Es wurde zum ersten Mal ein Einwohner Norderneys zum Gemeindevorsteher (Maire) gewählt, der unter anderem für die Einberufung der Gemeindeversammlung zuständig war. Dem Gemeindevorsteher wurden zwei Beigeordnete, ein Gemeindediener und ein Nachtwächter zur Verfügung gestellt. Daneben wurde ein Gemeindeausschuss, bestehend aus acht Mitgliedern und vier Ersatzmännern gewählt, die bei Havarien und Strandung von Schiffen Hilfe leisten mussten. Jeder der Inselbewohner mit eigenem Haushalt hat eine Stimme in der Gemeindeversammlung. Die Polizeigewalt wurde während der Badesaison einem Badekommissar übertragen. Ein örtliches Protokollbuch wurde eingeführt, das von der Gemeinde Norderney weitergeführt und gepflegt wird. Seit 1918 wird das Amt des Bürgermeisters bekleidet.

### Gemeindevorsteher
- 1857–1863: Ihnke Tjarks Ihnken; erster Gemeindevorsteher der Gemeinde Norderney
- 1863–1873: Friedrich Heinrich Winter
- 1873–1874: Ihnke Tjarks Ihnken
- 1874:  –9  Carl Nesso
- 1874–1880: Johann Friedrich Lindemann
- 1880–1885: C. H. Kuhlmann
- 1885–1887: D. Schepler
- 1887–1895: Paul Berg
- 1895–1905: Carl Schlüter
- 1905–1907: Adolf Klappert
- 1907–1914: Carl Uhde
- 1914–1918: J. J. Rass

### Bürgermeister

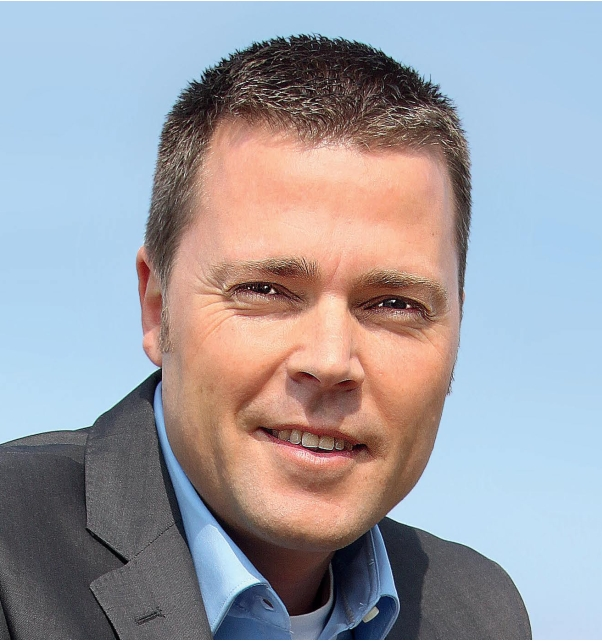
Frank Ulrichs –
Seit dem 11. September 2011 amtierender Bürgermeister.

- 1918–1922: Jann Berghaus (DDP); erster Bürgermeister der Stadt Norderney
- 1923–1933: Carssen Lührs; erster gebürtiger Norderneyer Bürgermeister

In der Zeit des Nationalsozialismus wurde der Bürgermeister der Stadt Norderney jeweils von der NSDAP gestellt.
- 1933–1934: Bruno Müller (NSDAP); kommissarisch
- 1934–1936: Heinrich de Haan (NSDAP); gleichzeitig auch Badedirektor
- 1936–1941: Wilhelm Söhlmann (NSDAP); gleichzeitig auch Badedirektor
- 1941–1945: Gerhard Mehrens (NSDAP); gleichzeitig auch Badedirektor

Ab 1946 führte die britische Militärregierung in der Besatzungszone eine Kommunalverfassung nach britischem Vorbild ein. Danach gab es einen gewählten Rat, der aus seiner Mitte einen ehrenamtlichen Bürgermeister als Vorsitzenden und Repräsentanten der Stadt wählte. Der 1933 durch die NSDAP abgesetzte Bürgermeister Carssen Lührs übernahm bis 1946 kommissarisch das Amt, bevor mit Jakob Mai 1946 der erste demokratisch gewählte Bürgermeister seit der Weimarer Republik die Aufgaben des Amtes übernimmt.
- 1945–1946: Carssen Lührs; gleichzeitig auch Badedirektor
- 1946–1948: Jakob Mai (SPD)
- 1948–1952: Josef Ernst (FDP)
- 1952–1954: Jakob Weerts Rass (SPD)
- 1954–1956: Carssen Lührs (FDP)
- 1956–1974: Willi Lührs (SPD)
- 1974–1984: Heinz-Ludwig (Heiner) Salverius (SPD)
- 1984–2001: Remmer Harms (SPD) 3
- 2001–2006: Klaus-Rüdiger Aldegarmann (WIN)
- 2006–2011: Ludwig Salverius († 2. August 2011[3])
- seit 2011–9: Frank Ulrichs (SPD)